# Palešnik
Palešnik is een plaats in de gemeente Hercegovac in de Kroatische provincie Bjelovar-Bilogora. De plaats telt 547 inwoners (2001).